# Вербицкий, Василий Иванович
Василий Иванович Вербицкий (1827, Нижегородская губерния — 12 октября 1890, Улалинский стан) — протоиерей, миссионер Алтайской духовной миссии, этнограф и лингвист, изучавший народы Алтая, Горной Шории и Хакасии.

## Биография
1827 г. — родился в семье дьячка Нижегородской губернии. Окончил Нижегородскую семинарию (1846).
5 марта 1849 года Василий Иванович Вербицкий был определён наставником в Азрапинском приходском сельском училище Лукояновского уезда. С 1851 по 1853 гг. - катехизатор в Покровской церкви села Азрапина.
С 1853 г. работал миссионером на Алтае, изучал язык местных инородцев
16 июля 1854 г. он был рукоположен во диакона, а на следующий день,  — во священника епископом Томским и Енисейским Парфением (Поповым).
о. Василий совершал миссионерские путешествия по Горному Алтаю.
Хорошо изучил алтайские языки, этнографию алтайцев, шорцев и некоторых групп хакасов. Собирал также фольклорные и этнографические материалы. В его известном «Словаре алтайского и аладагского наречий» содержатся данные и по хакасским диалектам.
В предисловии к «Словарю…» В. И. Вербицкий пишет, что на алтайском наречии преимущественно говорят инородцы в Бийском округе, а аладагским (аладаг «пёстрые, пегие горы») — в Кузнецком и Минусинском. Алтайцы или теленгиты, по его мнению, где бы ни жили, крепко держатся одного наречия; напротив, аладагцы или черневые татары разветвляются по следующим поднаречиям:
1. Кондомское (шорское) с подразделением:
а) на верхнекондомское, занимающее пространство от вершины р. Кондомы до устья р. Тельбеса и захватывающее р. Мрассу, и
б) нижнекондомское, от устья р. Тельбеса до впадения Кондомы в Томь;
2. Матырское, принадлежащее к верхнекондомскому же, но заимствовавшее несколько слов абаканских;
3. Абаканское, с подразделением на:
а) верхнеабаканское и
б) нижнеабаканское, или качинское;
4. Верхнебийское и нижнебийское, или кумандинское.
В. И. Вербицкий подготовил грамматику алтайского языка, занимался пчеловодством, метеорологическими и ботаническими наблюдениями. Член Сибирского отдела ИРГО, Томского статистического комитета. Был помощником начальника миссий Томской епархии.

## Память
В честь В. И. Вербицкого в 1997 году в Горно-Алтайске названа улица в новом микрорайоне города.

## Сочинения
- Заметки кочевого алтайца // Вестник ИРГО. 1858. Кн. 11. С. 77-109.
- Сотня (первая) областн. слов, употребл. близ алтайскими крестьянами // Том. губ. ведомости. 1858. № 30; 1862. № 7, 16, 48-49; 1863. № 26.
- О зверопромышленности в Алтае // Журн. сел. хоз-ва. 1860. Т. 2, № б. С. 89-96.
- Поездка на Телецкое озеро // Том. губ. ведомости. 1860. № 37.
- Понятия алтайских инородцев о душе // Томские Губернские Ведомости" 1860, № 5;
- Лечение болезней у калмыков-алтайцев // Там же. 1863. № 24, 25.
- Предразсудки и суеверия при Алтайских крестьянах // Там же. 1863. № 12.
- Разведение табака в Бийске // Там же. 1863. № 37.
- Алтайская церковная миссия // Душеполезное чтение. 1867. Ч. 2, № 5. С. 50-65.
- Краткая грамматика алтайского языка / под ред. Н. И. Ильминского. Казань, 1869;
- Алтайцы // Том. губ. ведомости. 1869. № 30-33, 35, 37-42, 44-47, 49, 50; 1870. № 1-5, 7-13, 16-19.
- Люди, превратившиеся из зверей в птиц: Из естеств. истории алтайцев // Там же. 1869. № 39.
- Пчеловодство на Алтае в 1874 г. // Тр. Имп. Вольн. экон. о-ва. 1875. Т. 3, № 3. С. 345—346.
- Словарь алтайского и аладагского наречий тюркского языка. Сост. В. Вербицкий. Казань, 1884.
- Миросозерцание и народное творчество сибирских инородческих племен: (Этногр. материалы) // Лит. сб.: Собр. науч. и лит. ст. о Сибири и Азиатском Востоке. СПб., 1885. С. 337—351.
- Очерк деятельности Алтайской духовной миссии по случаю 50-летия её юбилея (1830—1880) // Памятная кн. Том. губ. 1885. Томск, 1885. С. 142—221.
- Алтайские горы по легендам инородцев // Литературный Сборник. ред."Восточное обозрение; СПб., 1885;
- Статистика миссий за 1886 г. Б.м., б.г. 22 с.
- Краткие сведения об Алтайской духовной миссии // Том. епарх, ведомости. 1888. С. 19-22.
- Материалы для истории Алтайской духовной миссии // Там же. 1888. № 17. С. 16-18.
- Обозрение станов Алтайской духовной миссии в 1889 г. // Там же. 1889. № 20. С. 12-24; № 21. С. 9-18.
- Алтайские инородцы: Сб. этногр. ст. и исслед. алт. миссионера, протоиерея В. И. Вербицкого / Под ред. А. А. Ивановского. М., 1893. 270 с. Библиогр.: с. 270 (21 назв.).